# Шидловський Сергій Олегович
Сергій Олегович Шидло́вський (біл. Сяргей Алегавіч Шыдлоўскі, рос. Сергей Олегович Шидловский, *26 грудня 1973 р., с. Екімань Полоцького району, Вітебська область) — білоруський етнолог, історик, кандидат історичних наук (2009), доцент (2012). Також відомий як есеїст.

## Життєпис
Народився 26 грудня 1973 року в селі Екімань Полоцького району Вітебської області. Закінчив історичний факультет Білоруського державного університету (1991–1996). У 1996 р. почав працювати викладачем кафедри філософії та культурології Полоцького державного університету.
Закінчив заочну аспірантуру Інституту мистецтвознавства, етнографії та фольклору імені Кіндрата Кропиви НАН Білорусі Національної академії наук Білорусі. У 2009 р. захистив кандидатську дисертацію. У 2012 р. — став доцентом.
У 2006—2008 р. працював викладачем кафедры сацыяльна-гуманітарных дысцыплін ПДУ. У 2008—2012 роках — викладач (з 2011 р. — доцент), у 2013—2014 роках — завідувач кафедри вітчизняної та загальної історії ПДУ, з 2014 року — доцент кафедри історії та туризму ПДУ. Одружений.

## Наукова праця
Сфера наукових зацікавлень — культура білоруської шляхти, історія Білорусі XIX в. Захистив кандидатську дисертацію за темою «Культура привілейованого стану Білорусі першої половини ХІХ століття».
Автор більше 30 наукових і науково-методичних праць, серед яких монографія «Культура привілейованого стану Білорусі: 1795—1864 рр.» (2011; ISBN 978-985-08-1241-4). Один з авторів колективної монографії «Нариси історії культури Білорусі», Т. 1 (2013; ISBN 978-985-08-1567-5).

## Творчість
Член Товариство Вільних Літераторів. Друкувався з 1993 року в тижневику «Наша Ніва», альманасі «Ксеракс Беларускі», журналах «Калосьсе», «Arche», «Маладосць». Переклав з польської на білоруську мову мемуари Едварда Масальского (друкувалася в журналі «Маладосць», № 6—9 за 2014 рік).
У 2016 р. вийшла книга есе «Музеум».
Фіналіст (спільно с Іриною Андрєєвої) конкурсу на створення творів драматичного театру «Франциск Скорина і сучасність» з п'єсою «Віры своя» (Диплом першого ступеня, 2016).